# Sint-Lucaskerk (Dillingen)
De Sint-Lucaskerk is een kerkgebouw in de tot de Luxemburgse gemeente Beaufort behorende plaats Dillingen.
Het huidige kerkgebouw is een filiaalkerk van de parochie van Beaufort. Hij werd gebouwd in 1912 in neoromaanse stijl. Tegenwoordig wordt de kerk nauwelijks meer voor religieuze plechtigheden gebruikt.
De kerk heeft een halfronde apsis en een klokkentoren op vierkante plattegrond die naast het koor is gebouwd. De glas-in-loodramen zijn van omstreeks 1950 en tonen heiligen en christelijke symbolen.